# Тюнярь (Томская область)
Тюня́рь — упразднённая в 1972 году деревня в Томском районе Томской области России.

## Название
Селькупское значение слова «тюнярь» — земляное болото.

## География
Деревня Тюнярь находилась восточнее современных сёл Октябрьское и Малиновка на правом берегу р. Тарчма (Торчма).

## История
Деревня основана в 1890 году поляками-переселенцами. Первоначально деревня Тюнярь относилась к Семилуженской волости, затем Александровской, затем — Туганский район, в настоящее время это территория Томского района. Население было в основном русское.
На 1911 г. в деревне имелся 61 двор, 258 жителей, действовал общественный хлебозапасный магазин. Населённый пункт относился к Александровской волости Томского уезда Томской губернии.
На 1920 г. в д. Тюнярь — 72 двора, 394 жителя.
Деревня прекратила своё существование в период укрупнения колхозов. Решением № 187 Томского облисполкома от 20 июля 1972 г. деревня Тюнярь исключена из учётных данных в связи с выездом жителей в другие населённые пункты.

## Население
| 1911 | 1920 | 1939 | 1951 | 1959 |
| ---- | ---- | ---- | ---- | ---- |
| 258  | ↗394 | ↘226 | ↘128 | ↘103 |